# Вікторія Бальва

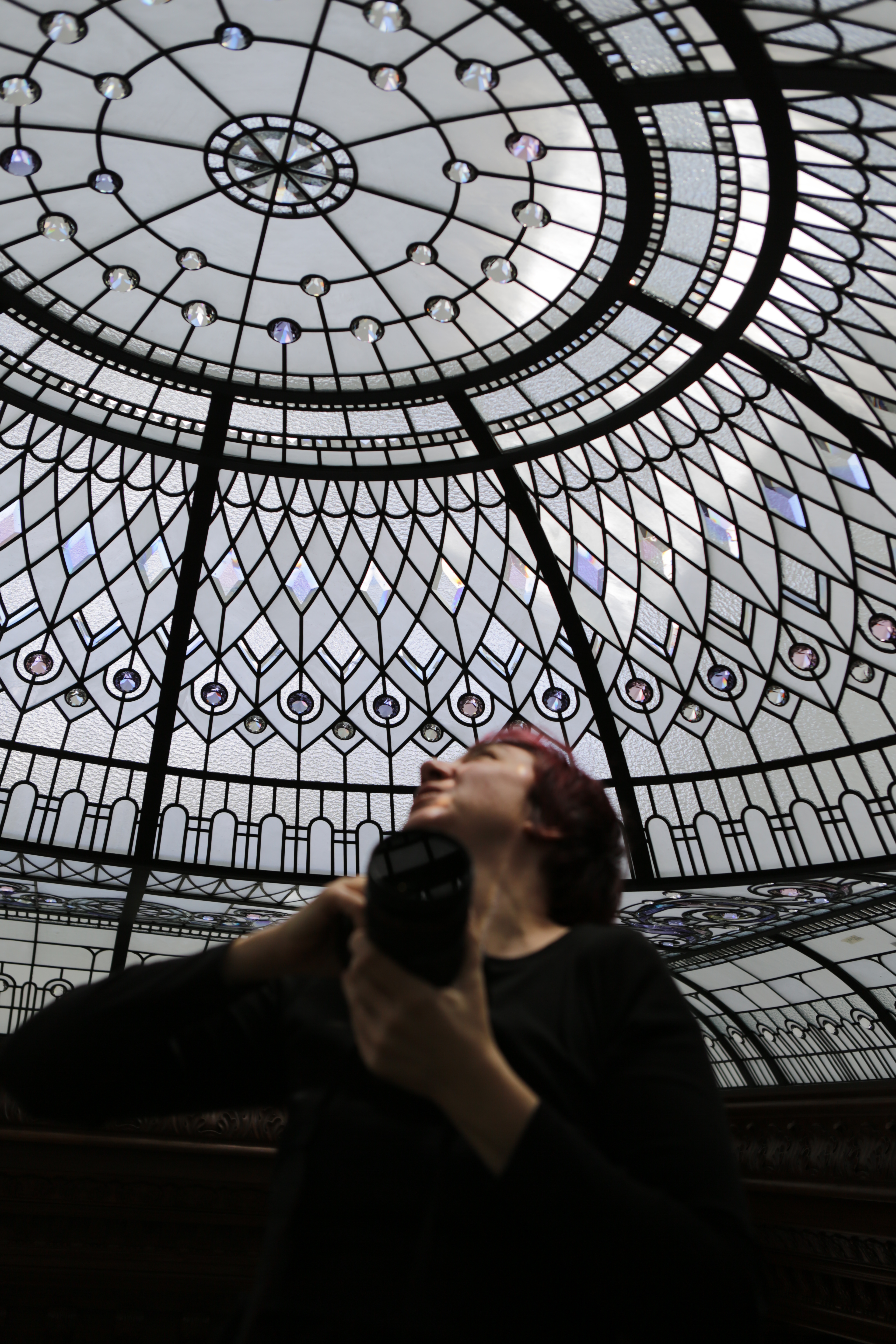
Вітражна купольна стеля виконана студією Вікторії Бальви

Вікторія Бальва (англ. Victoria Balva) — канадсько-українська мисткиня, яка працює у жанрі вітражного мистецтва.
Бальва вивчала монументально-декоративний живопис у Харківській державній академії дизайну і мистецтв.
У 2000 році художниця разом зі своїм чоловіком, Євгеном Бакуменком, переїздить до Канади. По переїзді Вікторія Бальва почала працювати у вітражній студії. У 2001 році вони засновують власну майстерню Artistic Line Studio у Торонто, провінція Онтаріо. Згодом майстерню перенесли до міста Місісаґа та перейменували на Victoria Balva Glass Sudio. Бакуменко має освіту цивільного інженера та забезпечує технічну підтримку творчих замислів художниці.
Майстриня виконує приватні та публічні вітражні замовлення, переважно у Великому Торонто. Студія спеціалізується на конструюванні та виготовленні засклених стель та куполів на металевих каркасах із застосуванням новітніх технологій у класичному європейському та абстрактному стилях. 
Вікторія Бальва є членом Української спілки образотворчих мистців Канади. Художниця представлена у дослідницькій бібліотеці Раков — дослідницькому центрі, який володіє найбільшою у світі колекцією матеріалів, присвячених склу.

## Спір щодо авторських прав з компанією Huawei
У 2018 році Віторія Бальва помітила використання своїх ідей на кресленнях вітражної стелі головного офісу китайської телекомунікаційної компанії Huawei у провінції Гуандун. В результаті перемовин адвокатів виконавець робіт, японська архітектурно-дизайнерська компанія Nikken, використала інший дизайн стелі.